# Kościół św. Jana Bosko w Pile
Kościół św. Jana Bosko w Pile – rzymskokatolicki, salezjański kościół parafialny zlokalizowany w południowej części Piły (województwo wielkopolskie), przy ul. Libelta 3 (Staszyce), będący siedzibą parafii św. Jana Bosko.

## Historia
29 września 1993 wydany został dekret biskupa koszalińsko-kołobrzeskiego, Czesława Domina o powierzeniu parafii "in perpetuum" Towarzystwu Salezjańskiemu, w którym zobowiązywano zakon do wybudowania i prowadzenia szkoły katolickiej. W latach 1994–1995 powstała tymczasowa kaplica, a w 1997 erygowano dom zakonny. W maju 1998 biskup Marian Gołębiewski poświęcił plac pod budowę świątyni, a w lipcu tego samego roku rozpoczęto prowadzenie prac ziemnych. Wmurowanie kamienia węgielnego nastąpiło 23 maja 2000. 16 sierpnia 2010 nadzór budowlany wydał zgodę na tymczasowe użytkowanie kościoła. W 2013 zakończono tynkowanie ścian zewnętrznych.

## Galeria

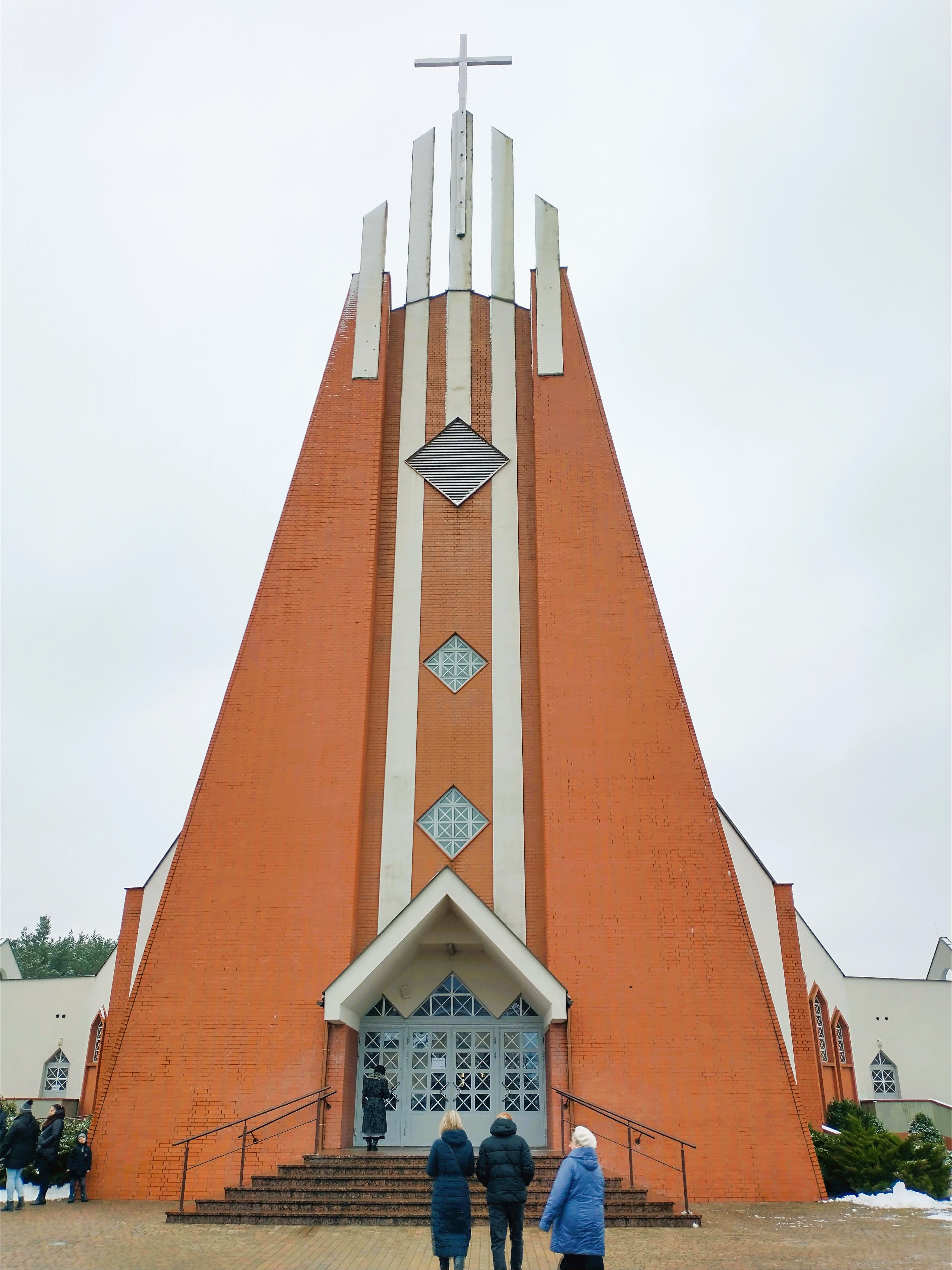
Wieża
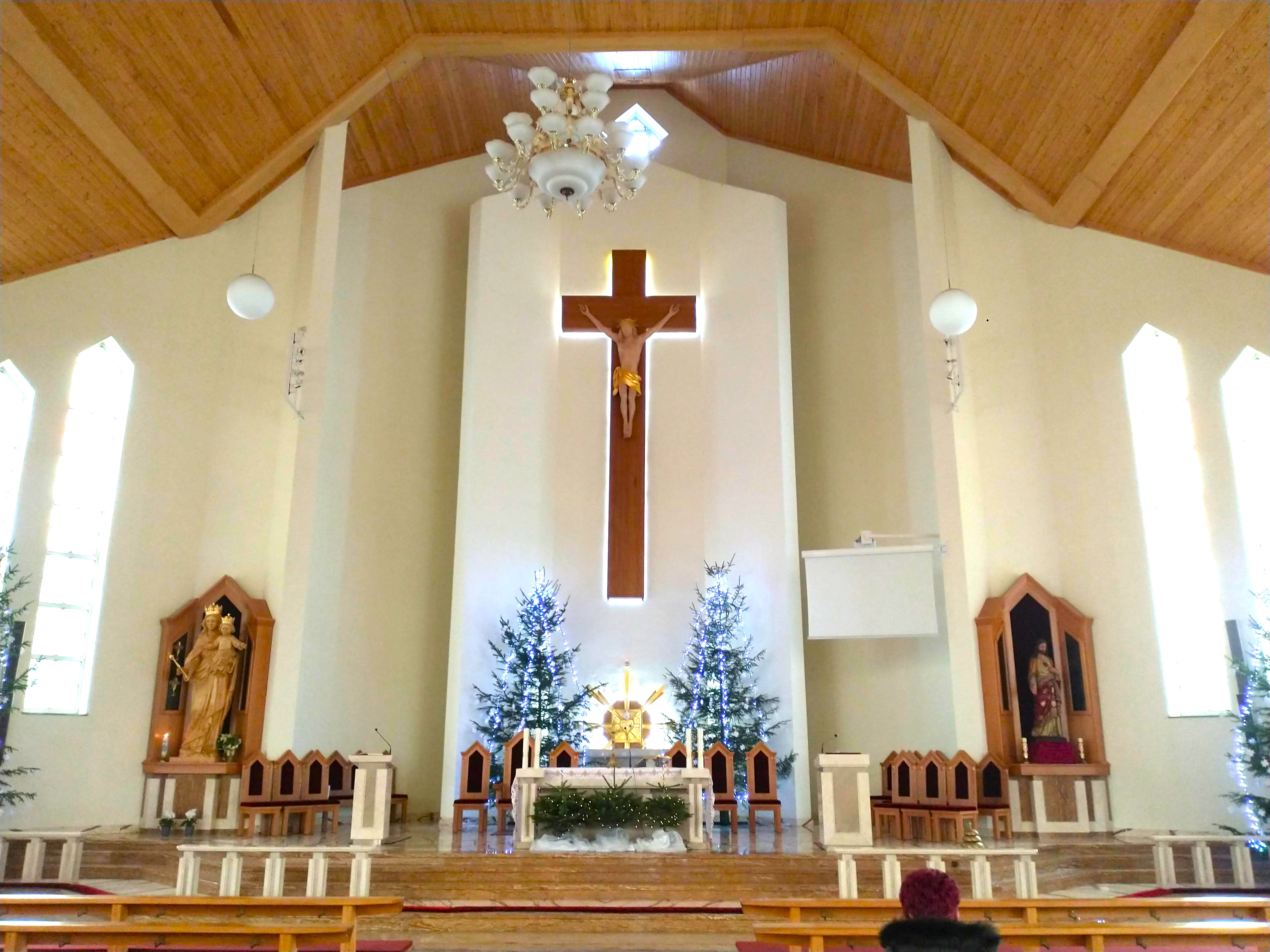
Wnętrze i ołtarz